# ビオリカ・ビスコポレアヌ
ビオリカ・ビスコポレアヌ（Viorica Viscopoleanu 1939年8月8日- ）はルーマニアの女子陸上競技選手、専門は走幅跳。
1968年メキシコシティーオリンピックでこれまでの世界記録であったマリー・ランドが1964年東京オリンピックで出した記録を上回る6m82を跳んで金メダルを獲得した。

## 主な記録
- オリンピック
  - 東京オリンピック - 5位
  - メキシコシティオリンピック - 金メダル
  - ミュンヘンオリンピック - 7位
- ヨーロッパ陸上選手権
  - 1966年ブダペスト大会 - 5位
  - 1969年アテネ大会 - 銀メダル
  - 1971年ヘルシンキ大会 - 6位
- ヨーロッパ室内陸上選手権
  - 1966年ドルトムント大会 - 4位
  - 1967年ソフィア大会 - 銅メダル
  - 1968年マドリード大会 - 銅メダル
  - 1970年ウィーン大会 - 金メダル
  - 1971年ソフィア大会 - 銅メダル
  - 1972年グルノーブル大会 - 8位
  - 1973年ロッテルダム大会 - 6位
  - 1974年ヨーテボリ大会 - 5位